# Die tollkühnen Abenteuer der Ducks auf hoher See
Die tollkühnen Abenteuer der Ducks auf hoher See ist ein Sammelband von 25 vom Schriftsteller Frank Schätzing ausgewählten Carl-Barks-Geschichten mit den Ducks. Der  Band erschien im Jahr 2006, die Geschichten spielen alle (bis auf zwei) auf bestimmten Gewässern.

## Inhalt
Das Buch hat 493 Seiten, den Großteil nehmen die Comics von Carl Barks ein, übersetzt von Erika Fuchs. Nach den Comics gibt es jeweils einen Kommentar des Autors, in denen seine Gedanken zur Geschichte äußert. Dazu gibt es ein Vorwort des Autors Frank Schätzing (der die Geschichten auch ausgewählt hat) und ein Nachwort von Denis Scheck, das sich um seinen Besuch bei Erika Fuchs 1994 dreht. Das Buch enthält als Beilage außerdem eine CD mit dem 63-minütigen Interview von Denis Scheck mit Erika Fuchs.

## Entstehung
Die Entstehung des Buches bzw. der Kommentare wird im Nachwort von Denis Scheck erklärt: Im Frühling 2003 traf Denis Scheck den Autor in Nizza, um mit ihm über sein damals neuestes Buch Der Schwarm zu sprechen. Als Denis Scheck, Frank Schätzing und seine Frau Sabine in einem Restaurant saßen, kamen sie über Donald Duck & Co ins Gespräch. So entstanden die Kommentare nach den Geschichten.

## Kritik
Das Buch wird teilweise wegen der beigefügten Kommentare von Frank Schätzing kritisiert, vorwiegend deshalb, weil er den Erfolg seines Buches Der Schwarm sowie sich selbst in den Mittelpunkt gesetzt haben soll. Zudem verbreitete er unter anderem Thesen über das sexuelle Verhalten der Ducks, welche nicht alle akzeptieren. So wolle seiner Meinung nach Gustav Gans am liebsten Donald Duck „vögeln“.
Diese Interpretation stammt offenbar aus dem Buch Die Ducks – Psychogramm einer Sippe. Dort wird erstmals die These aufgestellt, Gustav sei schwul und in Donald verliebt, weshalb er ständig versuche, ihn mit seinem Glück zu beeindrucken; seine Annäherungsversuche bei Daisy dienten einzig dem Zweck, Donald eifersüchtig zu machen.

## Enthaltene Geschichten
- Segelregatta in die Südsee
- Der Goldene Helm
- Donald Duck auf Nordpolfahrt
- Der verlorene Zehner
- 13 Trillionen
- Reise in die Vergangenheit
- Fragwürdiger Einkauf
- Der Fliegende Holländer
- Die Schrecken der See
- Wie gewonnen, so zerronnen
- Der tollkühne Taucher
- Das Strandfest
- Die Wette
- Seemannslos
- Helden und Haie
- Die Quizsendung
- Weihnachtsüberraschungen
- Der Fluch des Albatros
- Riskante Geschäfte
- Die Posten-Prüfung
- Die flinken Schwimmer
- Der Fachmann
- Das goldene Vlies
- Wunder der Tiefsee
- Die Königin der Sieben Meere